# Ellen Sofie Olsvik
Ellen Sofie Olsvik (* 7. Juli 1962 in Norwegen) ist eine ehemalige norwegische Orientierungsläuferin und Ski-Orientierungsläuferin.
Olsvik gewann 1986 die erste Austragung des Orientierungslauf-Weltcups. Bei Weltmeisterschaften gewann sie 1985 und 1987 (mit Ragnhild Bratberg, Ragnhild Bente Andersen und Brit Volden) eine Silber- und eine Goldmedaille mit der norwegischen Staffel. Mit ihr wurde sie 1984 und 1986 auch Nordische Meisterin. 1983 und 1987 wurde sie norwegische Meisterin auf der langen Strecke, 1986 mit der Staffel.
Im Ski-Orientierungslauf gewann Olsvik 1986 in der Staffel mit Toril Hallan und Ragnhild Bratberg WM-Gold.
Olsvik lief für die Vereine Nydalens Skiklubb, Bækkelagets SK, NTHI, Orkanger IF und Byåsen IL.

## Platzierungen
| Weltmeisterschaften | Kurz | Lang | Staffel |
| ------------------- | ---- | ---- | ------- |
| 1983 Zalaegerszeg   |      | 6.   |         |
| 1985 Bendigo        |      | 10.  | 2.      |
| 1987 Gérardmer      |      | 8.   | 1.      |

| Gesamt-Weltcup | Gesamt-Weltcup |
| -------------- | -------------- |
| 1986           | 1.             |